# 1947年特赦
1947年特赦是波兰人民共和国政府于1947年颁布的特赦令，赦免波兰反共地下组织的军人和活动者。波兰众议院又于1947年2月22日通过赦免法案。这次特赦的真实目的是清除针对刚刚建立的共产主义政府的有组织抵抗运动。这次特赦持续了两个月，始于1947年2月25日，终于4月25日。这是波兰在二战之后颁布的第二条特赦令，第一次特赦发生在1945年7月22日至10月15日之间。
根据特赦令规定，每一名自首者都必须交出武器（如果有的话），还要填写一份详细表格，他们就这样将自己所属的地下抵抗组织、自己的代号等其他信息交了出来。53000-55000人在特赦期间向当局公开身份。
特赦刚一结束，波兰当局就开始违背承诺。有很多人都被以莫须有的罪名逮捕。